# 島嶼椒雀鯛
島嶼椒雀鯛（學名：Plectroglyphidodon insularis），為輻鰭魚綱鱸形目雀鯛科椒雀鯛屬的其中一種，目前已知分布在西印度洋聖誕島、西太平洋日本南鳥島海域，深度1至10公尺，本魚體呈卵圓形且側扁，頭部和身體的鱗片為細櫛狀，頭部腹側和口鼻部可有少量環狀鱗片，體色為淡藍灰色至木炭色，帶有深灰色邊緣，呈現一系列狹窄的橫向帶。第一和第四背刺之間有一個細長的黑色斑塊，邊緣呈現窄藍色。胸鰭呈半透明狀，泛著黃色。胸鰭最上面的鰭條的底部有一個小黑點身體最後部、尾柄、尾鰭及背鰭後部呈鮮黃色，背鰭硬棘12枚、背鰭軟條15-17枚、臀鰭硬棘2枚、臀鰭軟條11-13枚，體長可達11公分，棲息在礁石區及珊瑚礁，生活習性不明。